# Nissolia gentryi
Nissolia gentryi es una especie de planta fanerógama de la familia Fabaceae.

## Clasificación y descripción
Bejucos trepadores subfrutescentes; tallos pubescentes, con pelos laxos o crispados y esparcidos; estípulas ovadas a lanceoladas, atenuadas ligeramente laciniadas. Hojas pentafolioladas de 3 a 8 cm de largo, incluyendo los pecíolos que son de 2 a 4 cm de largo; folíolos elípticos a ovados, de 1 a 2 cm de largo por 0.7–2 cm de ancho, obtusos a subagudos en el ápice. Inflorescencias axilares, fasciculadas, con 2 o 4 flores; pedicelos de 4 a 7 mm de largo, pubescentes, con pelos esparcidos y algunas veces con glándulas; bractéolas ausentes. Flores de 8 a 12 mm de largo; cáliz de 6 a 8 mm de largo, pubescentes; el tubo de la corola de 3 a 4 mm de largo por hasta 5 mm de diámetro, con los dientes ligulados y desiguales; pétalos amarillos pubescentes en la cara exterior. Frutos de 1.5 a 2.5 cm de largo, sésiles, con 1 sola semilla, de 1.5 mm de largo por hasta 1 cm de ancho, redondeada hacia el ápice.

## Distribución
Se localiza en México, en la Sierra Tacuichamona, en los alrededores de Culiacán, en el Cañón de Guadalupe y en la Sierra Chirivo, en el estado de Sinaloa.

## Hábitat
Crece en laderas rocosas, a unos 800 m de altitud.

## Estado de conservación
No se encuentra bajo ninguna categoría de riesgo en las normas mexicanas e internacionales (Norma Oficial Mexicana 059).